# 凱薩獎最佳女主角獎
凱薩獎最佳女主角獎（César de la meilleure actrice）是法國凱撒電影獎（César du cinéma）的獎項之一，由1976年開始頒發，每年頒給得票最高的女主角。

## 外部連結
- 電影獎官方網址（页面存档备份，存于）